# Murgas (Kumanovo)
Murgas (macedónul: Мургаш) település Észak-Macedóniában, a Északkeleti körzetben, Kumanovo községben.

## Népesség
| Lakosok száma | 561  | 614  | 546  | 455  | 246  | 94   | 87   | 63   | 11   |
|               | 1948 | 1953 | 1961 | 1971 | 1981 | 1991 | 1994 | 2002 | 2021 |

- 2002-ben 63 lakosa volt, akik közül 62 macedón és 1 szerb.